# Eremomela badiceps
Eremomela badiceps là một loài chim trong họ Cisticolidae.